# Billboard Hot 100
Le Billboard Hot 100, établi par le magazine américain Billboard, est le classement hebdomadaire des 100 chansons les plus populaires aux États-Unis (ventes de singles, diffusions en radio, streaming et visionnages sur YouTube), toutes catégories musicales confondues. Il s'agit du plus prestigieux des classements de singles réalisés par Billboard car il est le reflet fidèle des ventes et de l'impact des chansons sur le grand public américain.
Ce classement est créé le 4 août 1958, et sa première chanson classée no 1 est Poor Little Fool de Ricky Nelson. Il comprenait à la base uniquement les ventes de singles. Cependant, dans les années 1990 l'industrie musicale américaine prend l'habitude de promouvoir des chansons en radio sans même les sortir en singles. À partir de décembre 1998, le classement comptabilise donc, en plus des ventes physiques, les diffusions à la radio américaine.
À partir de 2013, les visionnages sur YouTube sont pris en compte par le classement.
Cet article établit une liste, collaborations (featurings) incluses, de quelques records établis depuis la création du Billboard Hot 100 en 1958.

## Histoire
Avant 1955, Billboard propose un classement des chansons les plus populaires appelé Honor Roll of Hits, créé en 1945. Le palmarès est établi d'après les ventes de disques et de partitions, les programmations des disc jockeys et les succès des juke-box. Au début de l'ère du rock, en 1955, il existe trois classements distincts :
- Le Best Sellers in Stores est le premier hit-parade, créé en 1940. Ce tableau classe les singles les plus vendus dans les magasins de détail, selon un sondage effectué auprès de vendeurs à travers le pays (20 à 50 positions).
- Le Most Played by Jockeys classe les chansons les plus diffusées sur les stations de radio des États-Unis, selon les remontées faites par les DJs et les radios (20 à 25 positions).
- Le Most Played in Jukeboxes classe les chansons les plus jouées dans les juke-box aux États-Unis (20 positions). C'est l'un des principaux moyens de mesurer la popularité des chansons auprès de la jeune génération, car pendant longtemps, de nombreuses stations de radio refusent d'ajouter du rock 'n' roll à leurs play list.

Billboard publie le Top 100 pour la première fois durant la semaine du 12 novembre 1955. Celui-ci combine tous les aspects de la performance d'un single (ventes, airplay et activité des jukebox), fondé sur un système de points qui donne généralement plus de poids aux ventes qu'aux diffusions en radio. Les listes Best Sellers in Stores, Most Played by Jockeys et Most Played in Jukeboxes continuent d'être publiées en parallèle du nouveau palmarès Top 100.
Le magazine supprime le palmarès Most Played in Jukeboxes le 17 juin 1957 car la popularité des juke-box a décliné et les stations de radio ont incorporé de plus en plus de musique orientée rock dans leurs listes de lecture. Le classement Most Played by Jockeys disparaît le 28 juillet 1958.
Le 4 août 1958, Billboard crée un tableau principal des singles tout genres confondus : le Hot 100. Il devient rapidement la norme de l'industrie musicale et Billboard abandonne le Best Sellers in Stores le 13 octobre 1958.
Le Billboard Hot 100 est toujours la norme par laquelle la popularité d'une chanson est mesurée aux États-Unis. Le Hot 100 est classé en fonction des audiences à la radio diffusée par Nielsen BDS, des données de ventes compilées par Nielsen Soundscan (au détail et numériquement) et des activités de diffusion en continu fournies par des sources de musique en ligne.

## Par chanson

### Plus grand nombre de semaines numéro 1
| Semaines | Titre(s) |
| -------- | --- |
| 19       | - Lil Nas X featuring Billy Ray Cyrus - Old Town Road (2019) - Shaboozey - A Bar Song (Tipsy) (2024) |
| 18       | - Mariah Carey - All I Want for Christmas Is You (2019-2020-2021-2022-2023-2024-2025) |
| 16       | - Mariah Carey & Boyz II Men - One Sweet Day (1995-1996) - Luis Fonsi & Daddy Yankee featuring Justin Bieber - Despacito (2017) - Morgan Wallen - Last Night (en) (2023) |
| 15       | - Harry Styles - As It Was (2022) |
| 14       | - Whitney Houston - I Will Always Love You (1992-1993) - Boyz II Men - I'll Make Love to You (1994) - Los del Río - Macarena (Bayside Boys mix) (1996) - Elton John - Candle in the Wind 1997 / Something About the Way You Look Tonight (1997-1998) - Mariah Carey - We Belong Together (2005) - Black Eyed Peas - I Gotta Feeling (2009) - Mark Ronson featuring Bruno Mars - Uptown Funk (2015) |
| 13       | - Boyz II Men - End of the Road (1992) - Brandy & Monica - The Boy Is Mine (1998) - Kendrick Lamar & SZA - Luther (2025) |
| 12       | - Santana featuring Rob Thomas - Smooth (1999-2000) - Eminem - Lose Yourself (2002-2003) - Usher featuring Lil Jon & Ludacris - Yeah! (2004) - Black Eyed Peas - Boom Boom Pow (2009) - Robin Thicke featuring T.I. & Pharrell Williams - Blurred Lines (2013) - Wiz Khalifa featuring Charlie Puth - See You Again (2015) - The Chainsmokers featuring Halsey - Closer (2016) - Ed Sheeran - Shape of You (2017) |
| 11       | - Elvis Presley - Hound Dog / Don't Be Cruel (1956) - All-4-One - I Swear (1994) - Toni Braxton - Un-Break My Heart (1996-1997) - Puff Daddy & Faith Evans featuring 112 — I'll Be Missing You (1997) - Destiny's Child - Independent Women Part I (2000-2001) - Drake - God's Plan (2018) - Roddy Ricch - The Box (2020) |
| 10       | - Debby Boone - You Light Up My Life (1977) - Olivia Newton-John - Physical (1981-1982) - Santana featuring The Product G&B - Maria Maria (2000) - Ashanti - Foolish (2002) - Nelly featuring Kelly Rowland - Dilemma (2002) - Kanye West featuring Jamie Foxx - Gold Digger (2005) - Beyoncé - Irreplaceable (2006-2007) - Flo Rida - Low (2008) - Rihanna featuring Calvin Harris - We Found Love (2011-2012) - Pharrell Williams - Happy (2014) - Adele - Hello (2015-2016) - Drake featuring Wizkid & Kyla - One Dance (2016) - Drake - In My Feelings (2018) - BTS - Butter (2021) - Adele - Easy on Me (2021-2022) |
| 9        | - Bobby Darin - Mack the Knife (1959) - Percy Faith - Theme from A Summer Place (1960) - The Beatles - Hey Jude (1968) - Kim Carnes - Bette Davis Eyes (1981) - Diana Ross et Lionel Richie - Endless Love (1981) - 50 Cent - In da Club (2003) - Beyoncé featuring Sean Paul - Baby Boy (2003) - OutKast - Hey Ya! (2003-2004) - Mario - Let Me Love You (2005) - 50 Cent featuring Olivia - Candy Shop (2005) - Kesha - Tik Tok (2010) - Carly Rae Jepsen - Call Me Maybe (2012) - Maroon 5 - One More Night (2012) - Lorde - Royals (2013) - Rihanna featuring Drake - Work (2016)                                    |

### Chansons non-anglophones classées numéro 1
| Année | Langue              | Chanson                         | Artiste                               | Semaines en tête   |
| ----- | ------------------- | ------------------------------- | ------------------------------------- | ------------------ |
| 1958  | Italien             | Nel Blu Dipinto Di Blu (Volare) | Domenico Modugno                      | 5 non-consécutives |
| 1963  | Japonais            | Sukiyaki                        | Kyū Sakamoto                          | 3 consécutives     |
| 1963  | Français            | Dominique                       | Sœur Sourire                          | 4 consécutives     |
| 1986  | Allemand et anglais | Rock Me Amadeus                 | Falco                                 | 3 consécutives     |
| 1987  | Espagnol            | La bamba                        | Los Lobos                             | 3 consécutives     |
| 1996  | Espagnol et anglais | Macarena (Bayside Boys Mix)     | Los del Río                           | 14 consécutives    |
| 2017  | Espagnol et anglais | Despacito                       | Luis Fonsi Daddy Yankee Justin Bieber | 16 consécutives    |
| 2018  | Espagnol et anglais | I Like It                       | Cardi B Bad Bunny J. Balvin           | 1 semaine          |
| 2020  | Coréen et anglais   | Life Goes On                    | BTS                                   | 1 semaine          |
| 2023  | Coréen et anglais   | Like Crazy                      | Park Ji-min                           | 1 semaine          |

## Par artiste

### Plus grand nombre de semaines numéro 1
| Nombre de semaines | Artistes        |
| ------------------ | --------------- |
| 97                 | Mariah Carey    |
| 60                 | Rihanna         |
| 59                 | The Beatles     |
| 56                 | Drake           |
| 50                 | Boyz II Men     |
| 47                 | Beyoncé         |
| 47                 | Usher           |
| 37                 | Michael Jackson |
| 36                 | Bruno Mars      |
| 36                 | Taylor Swift    |
| 34                 | Adele           |
| 34                 | Elton John      |
| 33                 | Janet Jackson   |
| 33                 | Katy Perry      |
| 32                 | Justin Bieber   |
| 32                 | Madonna         |
| 31                 | Whitney Houston |
| 30                 | Paul McCartney  |

## Chansons francophones dans leBillboard Hot 100
| Année | Chanson                                   | Artiste                                     | Meilleure place | Observations |
| ----- | ----------------------------------------- | ------------------------------------------- | --------------- | --- |
| 1961  | Milord                                    | Édith Piaf (France)                         | 88              | |
| 1963  | Dominique                                 | Sœur Sourire aka The Singing Nun (Belgique) | 1               | La chanson Dominique reste classée numéro 1 des ventes de disques aux États-Unis pendant tout le mois de décembre 1963 (4 semaines), alors même que l'album de Sœur Sourire est lui aussi numéro 1 des ventes d'albums (Billboard 200).                                            |
| 1967  | Un homme et une femme (A man and a woman) | Claudine Longet (France)                    | 126             | Claudine Longet chante sur une mélodie composée par Francis Lai pour le film de Claude Lelouch Un homme et une femme. C'est son premier classement dans les meilleures ventes de disques américaines en langue française.                                                          |
| 1968  | L'amour est bleu (Love Is Blue)           | Paul Mauriat (France)                       | 1               | Paul Mauriat sort aux États-Unis une version orchestrale d'une chanson composée par Andrée Popp et interprétée à l'origine par la chanteuse grecque Vicky Leandros lors du Grand Prix Eurovision de la chanson européenne de 1967.                                                 |
| 1968  | L'amour est bleu (Love Is Blue)           | Claudine Longet (France)                    | 71              | Claudine Longet reprend elle aussi cette chanson d'André Popp mais en chantant en français, avec un couplet en anglais. La version de Longet se classe également à la 28e place des chansons les plus diffusées par les radios américaines dites AC pour "adultes contemporaines". |
| 1970  | Je t'aime… moi non plus                   | Serge Gainsbourg et Jane Birkin (France)    | 58              | La chanson parvient à se classer dans les meilleures ventes de disques malgré des diffusions à la radio américaine limitées. Elle se classe numéro 1 des ventes de disques au Royaume-Uni en 1969.                                                                                 |
| 1978  | Ça plane pour moi                         | Plastic Bertrand (Belgique)                 | 47              | Ce single se classe numéro 8 des meilleures ventes de disques au Royaume-Uni en juin 1978. |
| 1993  | Dur dur d'être bébé !                     | Jordy (France)                              | 58              | Jordy est le plus jeune chanteur à intégrer le Billboard Hot 100. |
| 2024  | Ma Meilleure Ennemie                      | Stromae (Belgique) et Pomme (France)        | 95              | La chanson est extraite de la série télévisée d'animation américano-française Arcane. |

### Chansons partiellement francophones
| Année | Chanson        | Artiste                                                             | Meilleure place | Observations                                                                                        |
| ----- | -------------- | ------------------------------------------------------------------- | --------------- | --------------------------------------------------------------------------------------------------- |
| 1975  | Lady Marmalade | Patti LaBelle (États-Unis)                                          | 1               | Le refrain de la chanson est en français : « Voulez-vous coucher avec moi, ce soir ? ».             |
| 1994  | Seven Seconds  | Youssou N'Dour (Sénégal) et Neneh Cherry (Suède)                    | 98              | Interprétée dans le langage wolof et en français par Youssou N'Dour et en anglais par Neneh Cherry. |
| 2001  | Lady Marmalade | Christina Aguilera, Pink, Lil' Kim, Mýa, Missy Elliott (États-Unis) | 1               | Il s'agit de l'une des nombreuses reprises du tube disco de Patti Labelle.                          |
| 2017  | Mi Gente       | J. Balvin, Willy William (Colombie)                                 | 3               | |